# فرد کالاهان
فرد کالاهان (انگلیسی: Fred Callaghan؛ زادهٔ ۱۹ دسامبر ۱۹۴۴) بازیکن فوتبال است.
از باشگاه‌هایی که در آن بازی کرده‌است می‌توان به باشگاه فوتبال فولام اشاره کرد.